# Světová sionistická organizace

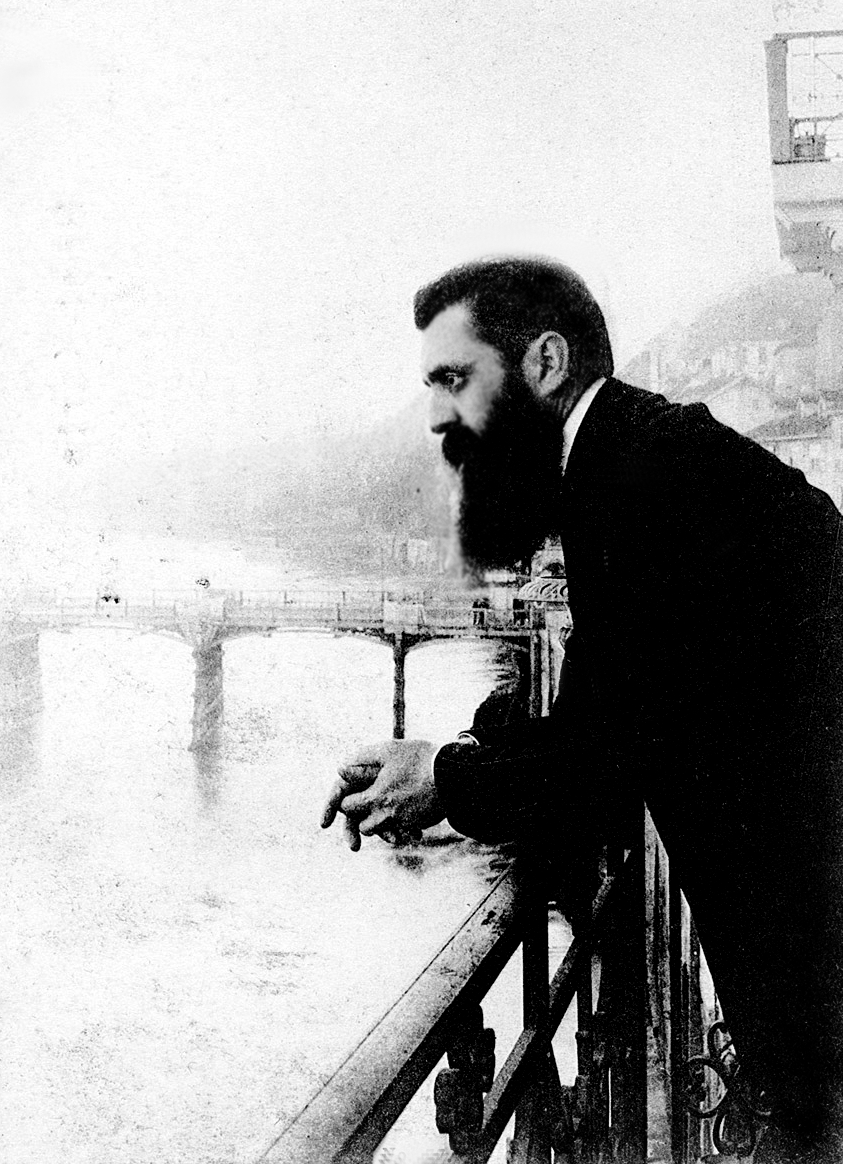
Theodor Herzl na balkóně v Basileji, kde právě probíhá jím svolaný první světový sionistický kongres v roce 1897

Světová sionistická organizace (hebrejsky: ההסתדרות הציונית העולמית) byla založena jako Sionistická organizace (hebrejsky: ההסתדרות הציונית) v roce 1897 na Prvním sionistickém kongresu, který se konal 29. srpna – 31. srpna v Basileji, ve Švýcarsku. Sionistická organizace sloužila jako zastřešující organizace pro sionistická hnutí, která měla za cíl vytvoření židovského státu v oblastí známé jako Palestina. Theodor Herzl, který s Maxem Nordanuem zorganizoval první kongres, později poznamenal do svého deníku: 
| „                             | Kdybych měl shrnout Basilejský kongres do jediné věty – kterou se budu střežit vyslovit veřejně –, byla by následující: V Basileji jsem založil Židovský stát. Kdybych to řekl dnes nahlas, odpověděl by mi všeobecný smích. Možná za pět let, ale určitě za padesát to bude vědět každý. | “ |
| — Theodor Herzl, 3. září 1897 | |   |

Když byla o 51 let později, 14. května 1948 vyhlášena nezávislost Státu Izrael, mnoho z jeho nových administrativních institucí již existovalo, jelikož vznikly během pravidelných sionistických kongresů v uplynulých dekádách. Některé z těchto institucí přetrvaly dodnes.
V lednu 1960 bylo změněn název organizace na Světovou sionistickou organizaci. Sídlo má v Jeruzalémě.

## Členství a delegace
Členství ve Světové sionistické organizaci bylo otevřeno pro všechny Židy a právo hlasování pro delegáty na kongresu bylo zabezpečeno nákupem šekelu. Jednotlivé delegace z celého světa a s různou politickou příslušností a náboženskými tradicemi se na kongresu uskupovaly spíše podle ideologie než podle země původu.

## Prezidenti
- Theodor Herzl (1897–1904)
- David Wolfsohn (1905–1911)
- Otto Warburg (1911–1921)
- Chajim Weizmann (poprvé) (1921–1931)
- Nachum Sokolov (1931–1935)
- Chajim Weizmann (podruhé) (1935–1946)
- David Ben Gurion (zastupující) (1946–1956)
- Nachum Goldman (1956–1968)

## Předsedové
- Ehud Avri'el (1968–1972)
- Louis Arie Pincus (1968říjen 1973)
- Arje Dulčin (poprvé) (zastupující) (říjen 1973–1975)
- Pinchas Sapir (1975–srpen 1975)
- Arje Dulčin (podruhé) (zastupující) (srpen 1975–leden 1976)
- Josef Almogi (leden 1976–1978)
- Arje Dulčin (potřetí) (1978–prosinec 1987)
- Simcha Dinic (prosinec 1987–únor 1994)
- Jechi'el Leket (zastupující) (únor 1994–únor 1995)
- Avraham Burg (únor 1995–únor 1999)
- Sallaj Meridor (únor 1999–2005)
- Ze'ev Bielski (2005–2009)
- Avraham Duvdevani (2010–2020)
- Yaakov Hagoel (2020–dodnes)

## Sesterské organizace
Finance Světové sionistické organizace byly spravovány Židovskou koloniální bankou (Jewish Colonial Trust), která byla založena v Basileji roku 1899 a měla sídlo v Londýně. Nákup pozemků zajišťoval Židovský národní fond, který byl založen roku 1901. Keren ha-jesod („Zakládací fond“), který byl založen roku 1920 v Londýně byla nadace, která sloužila před založením Státu Izrael, k podpoře aktivit sionistů a jišuvu, prostřednictvím společností, jako byla Palestine Electric Company, Palestine Potash Company a Anglo-palestinská banka.

## Světový sionistický kongres
Světový sionistický kongres (hebrejsky: הקונגרס הציוני העולמי), známý také jako „Parlament židovského lidu“ je nejvýznamnějším demokratickým shromážděním Židů na světě. Volí své zástupce a rozhoduje o plánech Světové sionistické organizace a Židovské agentury. Každý Žid, který je starší 18 let a je členem sionistické asociace má právo hlasovat.
Od roku 1897 do roku 1901 se konal sionistický kongres každoročně. V letech 1903–1913 a 1921–1939 každý druhý rok. Od roku 1946 se kongres konal každé dva roky v různých evropských městech. Cílem delegátů bylo vybudovat infrastrukturu pro židovstvo (jišuv) v Palestině. Od druhé světové války se konají kongresy přibližně každé čtyři roky. Po založení Izraele se kongresy konají každých čtyři nebo pět let v Jeruzalémě. Poslední, 35. Světový sionistický kongres se konal v červnu roku 2006. V současné době je největší frakcí na kongresu koalice sestávající z Kadimy, Strany práce-Merec, Merkaz (reprezentuje konzervativní judaismus) a ARZA (reprezentuje reformní judaismus). Příští kongres je naplánován na rok 2010.